# Kublank
Kublank település Németországban, Mecklenburg-Elő-Pomeránia tartományban. Lakosainak száma 157 fő (2023. december 31.).

## Népesség
A település népességének változása:
| Lakosok száma | 181  | 173  | 168  | 145  | 163  | 157  |
|               | 2014 | 2017 | 2019 | 2021 | 2022 | 2023 |